# Peter Höglund (professor)
Peter Höglund, född 6 mars 1956 i Malmö, död 9 september 2019 i Stora Beddinge, Trelleborg, var en svensk läkare och professor i klinisk farmakologi.
Höglund studerade vid Latinskolan i Malmö, och tog studenten 1975. Han studerade vid alla fakulteter vid Lunds universitet utom den teologiska, och slutförde studierna som specialistläkare i klinisk farmakologi och disputerade i samma ämne 1988. Han kom att arbeta i Stockholm, och knöts till Karolinska Institutet som lärare. På 1990-talet återkom Höglund till Lund och Universitetssjukhuset som överläkare, verksamhetschef och från 2013 även som professor.
I sin forskning utvecklade Höglund algoritmer för att öka förståelsen för bland annat stereokemiska läkemedelsmolekylers beteenden, och studerade även populationsfarmakokinetiska metoder.
Höglund var bland annat ledamot i Vetenskapsrådets expertgrupp för etik, och var även vetenskaplig sekreterare i Centrala etikprövningsnämnden. Han verkade också som expert på medicinskt etiska frågor i statliga utredningar, samt deltog i det europeiska samarbetet för att ta fram nya direktiv för kliniska prövningar.